# Suzanápolis
Suzanápolisé um município brasileiro do estado de São Paulo. Sua população estimada em 2024 pelo IBGE era 3.464 de habitantes. 

## História
Em 1960, o coronel Ernesto Schmidt (Ribeirão Preto, 16 de novembro de 1895 - Suzanápolis, 2 de agosto de 1977), filho do "Rei do Café" Francisco Schmidt, doou parte das terras da extensa Fazenda Tapir, para formar o Patrimônio de Santo Antônio do Oeste no município de Pereira Barreto.
A região de Suzanápolis até Santa Fé do Sul e Jales foram as últimas terras de sertão no estado de São Paulo, portanto, as últimas a serem desbravadas neste estado.
O patrimônio recebeu na época o apelido de Nova Brasília. Formou-se o novo patrimônio no Largo da Matriz de Santo Antônio, onde surgiram várias casas de comércio e, ao redor delas, as primeiras moradias do novo patrimônio, quase todas com paredes de madeira.
De acordo com os mais antigos moradores, a família Schmidt sempre foi defensora da ecologia, mantendo na propriedade extensas reservas florestais que abrigam variadíssima fauna silvestre.
A comercialização fracionada dos lotes reflete, até hoje, na estrutura agrária do município de Suzanápolis, que tem uma parte predominante de pequenas propriedades.
Em 28 de fevereiro de 1964, O Patrimônio de Santo Antônio do Oeste foi elevado à categoria de distrito de Pereira Barreto, pelo governador Ademar Pereira de Barros.
Em 1970, o distrito passou a se denominar Suzanápolis, em homenagem a Herna Schmidt, (ou Susana), esposa do coronel Ernesto Schmidt.
O distrito de Suzanápolis foi elevado à categoria de município, com a denominação de Suzanápolis, pela lei estadual nº 7.664, de 30 de dezembro de 1991, desmembrado do município de Pereira Barreto.
O município foi instalado em 1º de janeiro de 1993 e possui só um distrito sede.
Em 2002, a Fazenda Tapir foi desapropriada para Reforma Agrária, pois o coronel Ernesto Schmidt não deixou herdeiros.

### Fatos históricos
Nos primeiros anos não havia energia elétrica e nenhum asfalto. Havia um gerador a diesel, que produzia uma fraca luz elétrica até às 8 horas da noite. Depois vinha uma escuridão profunda que ia até o amanhecer. Havia uma estrada de terra que demandava Jales, e outra, também de terra, que demandava Pereira Barreto.
Era comum ver o coronel Schmidt ajudando a todos e distribuindo dinheiro para os moradores. As crianças corriam e cercavam o carro do coronel, um fusca vermelho, para lhe pedir dinheiro. Era ele que controlava a política de Pereira Barreto.
Chegou a luz elétrica, em 1964, pelas mãos de Fernando Lopes do Prado, e com isso pode ser colocado um alto falante na igreja matriz, que tocava música caipira, Paulo Sérgio, Moacyr Franco e Agnaldo Timóteo, e onde se faziam anúncios publicitários.
O único cinema de Suzanápolis foi inaugurado em 1970, e pertenceu a Mário Silva, protegido do Coronel Schimidt. Cinema, este, que durou alguns anos e que era importante pois Suzanápolis não tinha ainda televisão. O velho Schimidt trazia o pessoal das fazendas para assistir filmes no cinema.
Como o patrimônio tinha um clima seco, virou tradição fazer-se procissão com o povo carregando garrafas de água até um cruzeiro que existia a cerca de 2 km do patrimônio, com o objetivo de que ocorresse chuvas.
A dona "Toinha", uma nordestina de coragem, com sua pequena "venda", com seu inseparável trajo de luto. As crianças, de calça curta, moda da época, recebendo a primeira comunhão, com a catequista dona Olivina. O casal de portugueses José Leitão e Gracinda, proprietários do maior armazém, vendiam a granel, sacas de açúcar e demais gêneros alimentícios para serem pagos quando chegasse a colheita. O Coimbra, por muitos anos, foi o solitário e único soldado da Força Pública, atual Polícia Militar do Estado de São Paulo, a dar segurança ao Patrimônio de Santo Antônio do Oeste. A primeira cadeia da cidade existiu até 2010 quando foi demolida.

## Geografia
Localiza-se, a uma latitude 20°30'05" sul e a uma longitude 51°01'29" oeste, estando a uma altitude de 350 metros.

### Hidrografia
- Rio São José

### Rodovias
- SP-595
- SP-310

## Demografia

### População
| Crescimento populacional                             | Crescimento populacional | Crescimento populacional | Crescimento populacional |
| Ano                                                  | População Total          |                          | %±                       |
| ---------------------------------------------------- | ------------------------ | ------------------------ | ------------------------ |
| 2000                                                 | 2 790                    |                          | —                        |
| 2010                                                 | 3 383                    |                          | 21,3%                    |
| 2022                                                 | 3 408                    |                          | 0,7%                     |
| Est. 2024                                            | 3 464                    | [ 6 ]                    | 1,6%                     |
| Fontes: Censos Demográficos IBGE e Estimativas SEADE |                          |                          |                          |

## Política e administração
- Prefeito: Gerso Oliveira (2025/2028)
- Vice-prefeito: João Bonfim

## Economia
A pecuária de corte explorada de forma extensiva sempre foi a principal atividade desenvolvida na região. O café já teve sua importância. Predominam também arrendatários, que fazem renovação de pastagens para os grandes proprietários.

## Infraestrutura

### Comunicações
O sistema de telefones automáticos, assim como o sistema de discagem direta à distância (DDD) com o código de área (0187), foram implantados pela Telecomunicações de São Paulo (TELESP).
Na década de 90 o código DDD da cidade foi alterado para (018), para padronização do sistema telefônico com a telefonia celular que estava sendo implantada em todo o estado.

## Religião
O Cristianismo se faz presente na cidade da seguinte forma:

### Igreja Católica
- A igreja faz parte da Diocese de Jales.[14]

### Igrejas Evangélicas
Entre as igrejas protestantes históricas, pentecostais e neopentecostais, encontram-se na cidade:
- Assembleia de Deus Ministério do Belém.[17][18]
- Congregação Cristã no Brasil.[19]